# 오카모토 유키
오카모토 유키(일본어: 岡本 勇輝, 1983년 6월 10일 ~ )는 일본의 전 축구 선수이다.

## 구단 경력
과거 미토 홀리호크에서 활동하였다.